# Vuelta Ciclista del Uruguay 2005
La 62ª edición de la Vuelta Ciclista del Uruguay, se disputó del 18 al 27 de marzo de 2005.
Debido a la crisis económica y dirigencial que ya se vivía en la Federación Ciclista Uruguaya, sólo un equipo extranjero y 65 competidores en total participaron ese año.
Se recorrieron 1505 km en 10 etapas, siendo la 7.ª doble (tramo en ruta más crono individual).

## Desarrollo
La competencia comenzó marcada por la deserción del Club Ciclista Fénix (gran animador del ciclismo uruguayo).
Matías Medici, pertenecía a un club de Brasil, pero era habitual defensor del C.C. Fénix en las pruebas de largo aliento. Problemas con la autorización desde su club de origen, llevaron al comisariado de la prueba a no dejar a Medici iniciarla, lo cual derivó en el retiro de todo el club y privó a la competencia de excelentes ciclistas.
A pesar de la baja concurrencia, resultó una carrera apasionante y emotiva, en la que hubo escapadas que llegaron al final en todas etapas. Incluso con grandes "minuteadas", protagonizadas principalmente por los ciclistas del Dolores C.C. que resultaron ganadores (tanto de la clasificación individual como por equipos) de forma aplastante.
Sin esperar y dar oportunidad, el Dolores C.C. atacó en la primera etapa y cortó el pelotón en varios grupos. Diez ciclistas arribaron escapados a Piriápolis (3 del Dolores C.C.), Alejandro Acton, Hernán Cline,Gonzalo Tagliabúe, Geovane Fernández, Álvaro Tardáguila, Jorge Bravo, Mateo Sasso, Emilio San Martín, Mario Sasso y Richard Mascarañas. Acton ganó la etapa y se convirtió en malla oro.
Un grupo de 13 competidores, con nombres importantes como Federico Moreira, Milton Wynants, Daniel Fuentes, Miguel Direna, Ricardo Guedes etc. perdió 3'50".
En la 2.ª etapa, 6 competidores llegaron 29" adelantados al pelotón (Fabricio Ferrari, Leonardo Marquez, Nicolás Arachichú, Alén Reyes, Luis Saavedra y Walter Silva) y Emilio San Martín llegó retrasado 1' respecto a éste.
En la 3.ª etapa a Melo, Walter Silva y Nicolás Arachichú llegan escapados otra vez junto con Ricardo Guedes, aventajando en 1'05" al pelotón.
La 4.ª etapa fue muy definitoria. En la primera meta volante el club Alas Rojas atacó, pero recibió un duro contraataque por parte del Dolores C.C. que dividió el pelotón. Alejandro Acton, Álvaro Tardáguila y Mateo Sasso (Dolores C.C.), Miguel Direna, Jorge Bravo, Juan Manuel Sosa y Alén Reyes (Villa Teresa), Ricardo Guedes y Gonzalo Tagliabúe (Policial), Geovane Fernández y Fabián Revetria (Amanecer), Diego Fernández (Champagnat), Daniel Fuentes (Cruz del Sur), Néstor Pías (Alas Rojas) y Emilio San Martín (Párraga), fueron los 15 ciclistas que llegaron a Rivera. Mientras, el pelotón dónde quedó el resto del Alas Rojas, perdió 20'25".
En la 5.ª etapa 9 competidores definieron en Tacuarembó, entre los que estaban Milton Wynants, Richard Mascarañas y Hernán Cline que lograron descontar 2'25" y "recuperaron" un poco el honor del Alas Rojas.
En la 6.ª etapa fue Agustín Margalef el ciclista del Alas Rojas que descontó 2'50", junto con Pablo Pintos.
Se llegó a la contrarreloj con 6 ciclistas con chance, Alejandro Acton (el líder), Álvaro Tardáguila a 4", Gonzalo Tagliabúe a 9", Geovane Fernández a 10", Mateo Sasso a 12" y Jorge Bravo a 14".
Alejandro Acton estaba haciendo una excelente crono hasta que se le rompió una palanca del doble plato (biela del pedalier), y siguió con una sola lo que le llevó a perder 5'05" con el ganador, Daniel Fuentes quién cronometró 50'10" para los 39.7 km.
Álvaro Tardáguila se ubicó 2.º a 46" de Fuentes y se convirtió en el nuevo malla oro, quedando Jorge Bravo 2.º a 2'14" y Daniel Fuentes 3.º a 3'08".
Lejos de tranquilizarse la carrera, al otro día (8.ª etapa), un nuevo ataque dejó a 10 corredores en punta, entre los que estaban los 3 del Dolores C.C. (Tardáguila, Acton, Mateo Sasso), 2 del Alas Rojas (Cline y Pías), 2 del Párraga (Bazzi y Turano), más Fuentes, Guedes y Diego Fernández.
Sin duda el retraso más importante fue el de Jorge Bravo (estaba 2.º), así como también Geovane Fernández (4.º), Miguel Direna (6.º) y Emilio San Martín (8.º). Estos competidores llegaron en el segundo grupo a 12'07". Por equipos el gran perjudicado fue el Villa Teresa, ya que no hubo ningún competidor en la escapada y de estar 2º, a 5'09" pasó a ser 2.º, pero a 41'30".
En San José, fue la única etapa que se llegó en pelotón y en la última etapa Hernán Cline y Jorge Bravo, llegaron escapados a Montevideo. A 22" llegaron Miguel Direna y Milton Wynants, mientras que el pelotón llegó a 44".
Fue un triunfo aplastante del Dolores C.C. como hacía años que no ocurría y Álvaro Tardáguila se convirtió en el primer hijo de un ganador de la Vuelta (Walter Tardáguila en 1972) que también ganó la prueba, hecho que no se ha repetido.

## Equipos y Ciclistas Participantes
| Párraga Competición Argentina                                                                                      | Policial Uruguay | Cruz del Sur Uruguay |
| - 1. Oscar Palavecino - 2. Alfredo Párraga - 3. Emilio San Martín - 4. Raúl Turano - 5. Facundo Bazzi              | - 11. Martín Bentancort - 12. Walter Rafael Silva - 13. Gonzalo Tagliabúe - 14. Ricardo Guedes                                   | - 21. Daniel Fuentes - 22. Mario Sasso - 23. Emanuel Yánez - 25. Carlos Calcerrada                                           |
| Caua Uruguay | Villa Teresa Uruguay | Amanecer Uruguay |
| - 31. Javier Moreira - 32. Sergio Arellano - 33. Marcelo Legarburu - 34. Víctor Hugo Cabrera - 35. Gerardo Moreira | - 41. Miguel Direna - 42. Jorge Soto - 43. Jorge Bravo - 44. Federico Moreira - 45. Juan Manuel Sosa - 46. Alén Reyes            | - 51. Geovane Fernández - 52. Héctor Aguilar - 53. Luis Rossano - 54. Fabián Revetria - 55. Pablo Pintos - 56. Luis Saavedra |
| Champagnat Uruguay                                                                                                 | Alas Rojas Uruguay | Dolores C.C. Uruguay |
| - 61. Diego Fernández - 62. Esteban Juckich - 64. Carlos Delgado                                                   | - 71. Hernán Cline - 72. Milton Wynants - 73. Agustín Margalef - 74. Richard Mascarañas - 75. Néstor Pías - 76. Fabricio Ferrari | - 81. Mateo Sasso - 82. Álvaro Tardáguila - 83. Alejandro Acton - 84. Raúl Sasso                                             |
| Urupan Uruguay | Asconeguy C.C. Uruguay | Pinares Uruguay |
| - 91. Álvaro Suárez - 92. Carlos Sosa - 93. Winston Tarragona - 94. Gustavo Cozzi - 95. Ruben Ways                 | - 101. Renzo Iriarte - 102. Leonardo Márquez - 103. Henry Rodríguez - 104. Nicolás Arachichú - 105. Julián González              | - 111. Domingo Gonçalvez - 112. Oscar Umpiérrez - 113. Washington Muñoz - 114. Manuel Da Costa - 115. Carlos Giménez         |
| C.C. Maldonado Uruguay                                                                                             | Barrio Artigas de 33 Uruguay | |
| - 121. Gustavo Aquino - 122. Ricardo Pereira - 123. Fernando de León - 124. Javier Bermúdez                        | - 131. Pablo Sappia - 133. Juan Andrés Ramírez - 134. Wilder Miraballes                                                          | |

## Etapas
| Etapa       | Fecha       | Recorrido                  | km         | Ganador             | Líder             |
| 1.ª etapa   | 18 de marzo | Montevideo-Piriápolis      | 101.4      | Alejandro Acton     | Alejandro Acton   |
| 2.ª etapa   | 19 de marzo | Piriápolis-La Paloma-Rocha | 164.5      | Fabricio Ferrari    | Alejandro Acton   |
| 3.ª etapa   | 20 de marzo | José Pedro Varela-Melo     | 163.4      | Walter Rafael Silva | Alejandro Acton   |
| 4.ª etapa   | 21 de marzo | Vichadero-Rivera           | 161.3      | Diego Fernández     | Alejandro Acton   |
| 5.ª etapa   | 22 de marzo | Rivera-Tacuarembó          | 160.9      | Milton Wynants      | Alejandro Acton   |
| 6.ª etapa   | 23 de marzo | Tacuarembó-Paysandú        | 151        | Agustín Margalef    | Alejandro Acton   |
| 7.ª etapa a | 24 de marzo | Paysandú-Mercedes          | 125        | Leonardo Marquez    | Alejandro Acton   |
| 7.ª etapa b | 24 de marzo | Mercedes-Mercedes          | 39.7 (CRI) | Daniel Fuentes      | Álvaro Tardáguila |
| 8.ª etapa   | 25 de marzo | Mercedes-Trinidad          | 157.1      | Alejandro Acton     | Álvaro Tardáguila |
| 9.ª etapa   | 26 de marzo | Trinidad-San José          | 120.1      | Héctor Aguilar      | Álvaro Tardáguila |
| 10.ª etapa  | 27 de marzo | San José-Montevideo        | 156.1      | Hernán Cline        | Álvaro Tardáguila |

## Clasificaciones finales
| \| 1. \| Álvaro Tardáguila \| Uruguay \| Dolores C.C. Uruguay \| 35h 46' 08s \| \| 2. \| Daniel Fuentes \| Cuba \| Cruz del Sur Uruguay \| a 3' 10s \| \| 3. \| Alejandro Acton \| Argentina \| Dolores C.C. Uruguay \| a 4' 00s \| \| 4. \| Mateo Sasso \| Uruguay \| Dolores C.C. Uruguay \| a 4' 50s \| \| 5. \| Néstor Pías \| Uruguay \| Alas Rojas Uruguay \| a 5' 59s \| \| 6. \| Ricardo Guedes \| Uruguay \| Policial Uruguay \| a 8' 48s \| \| 7. \| Diego Fernández \| Uruguay \| Champagnat Uruguay \| a 10' 10s \| \| 8. \| Jorge Bravo \| Uruguay \| Villa Teresa Uruguay \| a 13' 33s \| \| 9. \| Geovane Fernández \| Uruguay \| Amanecer Uruguay \| a 15' 26s \| \| 10. \| Miguel Direna \| Uruguay \| Villa Teresa Uruguay \| a 16' 11s \| \| 11. \| Emilio San Martín \| Argentina \| Párraga Argentina \| a 17' 37s \| \| 12. \| Gonzalo Tagliabúe \| Uruguay \| Policial Uruguay \| a 18' 20s \| \| 13. \| Hernán Cline \| Uruguay \| Alas Rojas Uruguay \| a 25' 48s \| \| 14. \| Alén Reyes \| Uruguay \| Villa Teresa Uruguay \| a 34' 11s \| \| 15. \| Agustín Margalef \| Uruguay \| Alas Rojas Uruguay \| a 36' 25s \| \| 16. \| Richard Mascarañas \| Uruguay \| Alas Rojas Uruguay \| a 36' 34s \| \| 17. \| Milton Wynants \| Uruguay \| Alas Rojas Uruguay \| a 36' 47s \| \| 18. \| Raúl Turano \| Argentina \| Párraga Argentina \| a 38' 07s \| \| 19. \| Walter Rafael Silva \| Uruguay \| Policial Uruguay \| a 39' 17s \| \| 20. \| Mario Sasso \| Uruguay \| Cruz del Sur Uruguay \| a 39' 58s \| |                     |           |                      |             |
| 1. | Álvaro Tardáguila   | Uruguay   | Dolores C.C. Uruguay | 35h 46' 08s |
| 2. | Daniel Fuentes      | Cuba      | Cruz del Sur Uruguay | a 3' 10s    |
| 3. | Alejandro Acton     | Argentina | Dolores C.C. Uruguay | a 4' 00s    |
| 4. | Mateo Sasso         | Uruguay   | Dolores C.C. Uruguay | a 4' 50s    |
| 5. | Néstor Pías         | Uruguay   | Alas Rojas Uruguay   | a 5' 59s    |
| 6. | Ricardo Guedes      | Uruguay   | Policial Uruguay     | a 8' 48s    |
| 7. | Diego Fernández     | Uruguay   | Champagnat Uruguay   | a 10' 10s   |
| 8. | Jorge Bravo         | Uruguay   | Villa Teresa Uruguay | a 13' 33s   |
| 9. | Geovane Fernández   | Uruguay   | Amanecer Uruguay     | a 15' 26s   |
| 10. | Miguel Direna       | Uruguay   | Villa Teresa Uruguay | a 16' 11s   |
| 11. | Emilio San Martín   | Argentina | Párraga Argentina    | a 17' 37s   |
| 12. | Gonzalo Tagliabúe   | Uruguay   | Policial Uruguay     | a 18' 20s   |
| 13. | Hernán Cline        | Uruguay   | Alas Rojas Uruguay   | a 25' 48s   |
| 14. | Alén Reyes          | Uruguay   | Villa Teresa Uruguay | a 34' 11s   |
| 15. | Agustín Margalef    | Uruguay   | Alas Rojas Uruguay   | a 36' 25s   |
| 16. | Richard Mascarañas  | Uruguay   | Alas Rojas Uruguay   | a 36' 34s   |
| 17. | Milton Wynants      | Uruguay   | Alas Rojas Uruguay   | a 36' 47s   |
| 18. | Raúl Turano         | Argentina | Párraga Argentina    | a 38' 07s   |
| 19. | Walter Rafael Silva | Uruguay   | Policial Uruguay     | a 39' 17s   |
| 20. | Mario Sasso         | Uruguay   | Cruz del Sur Uruguay | a 39' 58s   |

| \| 1. \| Hernán Cline \| Uruguay \| Alas Rojas \| 14 puntos \| \| 2. \| Carlos Giménez \| Uruguay \| Pinares \| 13 puntos \| \| 3. \| Héctor Aguilar \| Uruguay \| Amanecer \| 12 puntos \| |                |         |            |           |
| 1. | Hernán Cline   | Uruguay | Alas Rojas | 14 puntos |
| 2. | Carlos Giménez | Uruguay | Pinares    | 13 puntos |
| 3. | Héctor Aguilar | Uruguay | Amanecer   | 12 puntos |

| \| 1. \| Ricardo Guedes \| Uruguay \| Policial \| 24 puntos \| \| 2. \| Héctor Aguilar \| Uruguay \| Amanecer \| 18 puntos \| \| 3. \| Leonardo Marquez \| Uruguay \| Asconeguy C.C. \| 14 puntos \| |                  |         |                |           |
| 1. | Ricardo Guedes   | Uruguay | Policial       | 24 puntos |
| 2. | Héctor Aguilar   | Uruguay | Amanecer       | 18 puntos |
| 3. | Leonardo Marquez | Uruguay | Asconeguy C.C. | 14 puntos |

| \| 1. \| Dolores C.C. \| Uruguay \| 107h 27' 59s \| \| 2. \| Villa Teresa \| Uruguay \| a 40' 24s \| \| 3. \| Alas Rojas \| Uruguay \| a 46' 26s \| \| 4. \| Policial \| Uruguay \| a 54' 45s \| \| 5. \| Cruz del Sur \| Uruguay \| a 1: 18' 02s \| |              |         |              |
| 1. | Dolores C.C. | Uruguay | 107h 27' 59s |
| 2. | Villa Teresa | Uruguay | a 40' 24s    |
| 3. | Alas Rojas   | Uruguay | a 46' 26s    |
| 4. | Policial     | Uruguay | a 54' 45s    |
| 5. | Cruz del Sur | Uruguay | a 1: 18' 02s |